# John Stallworth
Johnny Lee Stallworth (Tuscaloosa, Alabama, 15 de julio de 1952), más conocido como John Stallworth, es un exjugador profesional estadounidense de fútbol americano que se desempeñó en la posición de wide receiver en la National Football League (NFL). Es miembro del Salón de la Fama del Fútbol Americano Profesional.

## Carrera
Stallworth jugó como profesional catorce temporadas en Pittsburgh Steelers (1974-1987), equipo en el que se retiró.

## Reconocimiento
El 3 de agosto de 2002, ingresó como miembro al Salón de la Fama del Fútbol Americano Profesional.